# Diphrontis carreti
Diphrontis carreti är en skalbaggsart som beskrevs av Ruter 1953. Diphrontis carreti ingår i släktet Diphrontis och familjen Cetoniidae. Inga underarter finns listade i Catalogue of Life.